# Ralphe Armstrong
Ralphe Armstrong (Detroit, 1956) is een Amerikaanse jazz- en fusion-bassist.

## Biografie
Armstrong had een klassieke opleiding gevolgd aan de Michigan Interlochen School of Fine Arts. Hij werd op 17-jarige leeftijd midden jaren 1970 lid van het Mahavishnu Orchestra, aan wiens albums Apocalypse, Visions of the Emerald Beyond en Inner Worlds hij meewerkte. In Detroit werkte hij in de opvolgende jaren met Phil Ranelin, dr. Lonnie Smith, verder met Bennie Maupin (Cosmic Passenger, 1976) en Jean-Luc Ponty (Enigmatic Ocean, 1977). Tijdens de jaren 1980 en 1990 speelde hij ook mee bij Eddie Harris, Earl Klugh, Geri Allen (The Gathering) en de Michigan Jazz Masters (rond Marcus Belgrave, Wendell Harrison en Harold McKinney). Een opname van het Detroit Jazz Festival verscheen in 2014 op het album HomeBASS. In 2001 trad hij op met James Carter in de Baker's Keyboard Lounge. Op het gebied van de jazz was hij tussen 1974 en 2013 betrokken bij 28 opnamesessies. Buiten de jazz ook bij Dave Mason, Aretha Franklin en Patti Austin. Verder werkte hij als theatermuzikant in Detroit en doceert hij bas aan het Oberlin Conservatory.
- Gemeinsame Normdatei: 134316681
- International Standard Name Identifier: 0000 0000 6655 2909
- Library of Congress Control Number: n79090871
- MusicBrainz: 577b4ea9-6fa5-4ede-8150-9ade382653a8
- Nationale Bibliotheek van Israël: 987007334429705171
- Système universitaire de documentation: 178753262
- Virtual International Authority File: 74042616
- WorldCat: E39PBJbtrPBgpPqvwv3CJ47fv3